# Марко Біяч
Марко Біяч (хорв. Marko Bijač, нар. 12 січня 1991, Дубровник, Хорватія) — хорватський ватерполіст, срібний призер Олімпійських ігор 2016 року, чемпіон світу.

## Виступи на Олімпіадах
| Олімпіада           | Дисципліна | Місце |
| ------------------- | ---------- | ----- |
| Ріо-де-Жанейро 2016 | водне поло | 2     |